# Fotografisches Gedächtnis
Fotografisches Gedächtnis ist ein umgangssprachlicher und nicht einheitlich gebrauchter Begriff zur Beschreibung bestimmter Gedächtnisleistungen. Allgemein beschreibt der Begriff die Fähigkeit einer Person, sich an Einzelheiten eines bestimmten Ereignisses erinnern zu können, das in Form visueller Wahrnehmungen gespeichert ist. Die betreffende Person hat so den Eindruck, das Ereignis wie auf einem Foto vor sich zu sehen. Ein fotografisches Gedächtnis in diesem Sinne existiert nicht.
Häufig wird das eidetische Gedächtnis (von Eidetik) als fotografisches Gedächtnis bezeichnet; dies ist auf seine Funktion zurückzuführen.

## Eidetisches Gedächtnis
In der Psychologie werden als Fachbegriffe ikonisches Gedächtnis und eidetisches Gedächtnis verwendet. Das ikonische Gedächtnis bezeichnet die kurzfristige Speicherung der (exakten) visuellen Informationen im sensorischen Gedächtnis, die eine Zeitspanne von mehreren hundert Millisekunden umfasst. In einigen (seltenen) Fällen können Menschen die detaillierten visuellen Informationen auch wesentlich länger über das ikonische Gedächtnis hinaus speichern; dies bezeichnet man dann als eidetisches Gedächtnis. Bis zu welchem Grad es sich in einem solchen Fall um eine fotoähnliche Speicherung der Informationen im sensorischen Gedächtnis handelt, ist umstritten. Auch die exakte Verwendung dieses Begriffes in der Fachliteratur ist nicht einheitlich. Eine häufig verwendete Definition des eidetischen Gedächtnisses ist nach Gray und Gummerman die folgende:

„Die Fähigkeit ein genaues, detailliertes, visuelles Bild einer komplexen Szenerie oder ein Muster zu behalten (umgangssprachlich manchmal als erweitertes fotografisches Gedächtnis bezeichnet), oder die nur bei einer Minderheit existierende Fähigkeit ein Bild (gedanklich) zu ‚sehen‘, das eine exakte Kopie der ursprünglichen sensorischen Information darstellt.“

Studien zufolge besitzen etwa 5 bis 10 Prozent der Kleinkinder bis zu einem gewissen Grad ein eidetisches Gedächtnis. Bekannte Einzelfälle, denen in der Literatur gelegentlich ein fotografisches beziehungsweise eidetisches Gedächtnis zugeschrieben wird, sind unter anderem Kim Peek, Stephen Wiltshire und Solomon Shereshevsky. Ihre Klassifizierung als „echte“ Eidetiker ist jedoch umstritten.